# Alix Lapri
Alexus Lapri Geier plus sous le nom d'Alix Lapri, est une chanteuse, auteur-compositeur et actrice américaine. Elle est connue du grand public pour son rôle d'Effie Morales dans la série américaine Power et Power Book II: Ghost,.

## Biographie
Alix Lapri est née le 6 novembre 1996, à Topeka, dans l'état du Kansas, aux États-Unis,. Lapri a participé à de nombreux concours de talents dans sa jeunesse. Elle a ensuite déménagé avec sa famille à Atlanta pour avoir plus d'opportunités et se concentrer sur l'avancement de sa carrière dans le divertissement. Lapri a signé avec Crown World Entertainment en 2011, et était devenue amie avec Jacob Latimore, car ils étaient signés dans la même société de production. Ensemble , les deux sortent de nombreuses reprises de chansons notamment celle de My Boo, une chanson d'Usher et d'Alicia Keys. En 2012, Lapri a sorti son premier EP intitulé I Am Alix Lapri. L'EP sort sur de multiples supports de diffusion et est accueilli par des critiques positives.
Elle a commencé sa carrière d'actrice en 2012, en jouant le rôle de Nataya dans quelques épisodes de Reed Between the Lines. Par la suite, elle a également eu des rôles dans des séries comme Red Band Society (2014), dans le rôle de Quinby, et dans des films à grand spectacle comme Den of Thieves (2018), dans le rôle de Maloa.
En 2014, Alix Lapri joue le rôle d'Effie Morales dans la série Power. En 2020 et 2021, son personnage deviendra l'un des protagonistes principaux dans la suite de la même série,,,.